# Phelps and Gorham Purchase
Der Phelps and Gorham Purchase war der Kauf von Bezugsrechten auf etwa 6.000.000 Acres (24.000 km²) Land im Westen des Staates New York. Der Kaufpreis betrug 1 Million US-Dollar, was einem heutigen (2005) Wert von circa 20 Milliarden Dollar, gemessen an der Kaufkraft, entspricht. Das Gebiet im Westen von New York umfasste das ganze Land westlich des Seneca Lake zwischen Lake Ontario und der Grenze von Pennsylvania. Die Käufer waren Oliver Phelps und Nathaniel Gorham, beide aus Massachusetts, und der Verkäufer war das Commonwealth of Massachusetts. (In einige Erörterungen dieses Gegenstandes bezieht sich der Phelps and Gorham Purchase auf die ganzen 6.000.000 Acres (24.000 km²) und in anderen auf nur 2.250.000 Acres (9.100 km²). Obwohl Phelps und Gorham die Bezugsrechte auf die ganzen 6.000.000 Acres (24.000 km²) kauften, waren sie nur imstande für das Gebiet östlich des Genesee Rivers die Indianeransprüche zu löschen und so saubere Ansprüche zu erhalten.)

## Koloniale Landansprüche
Nach der Amerikanischen Revolution war West New York für die Erschließung geöffnet, gleich als sich New York und Massachusetts einigten und ihre konkurrierenden Ansprüche auf das Gebiet im Dezember 1786 durch den Vertrag von Hartford beilegten. Der Kompromiss war, dass während New York die Souveränität über das Land haben würde, Massachusetts das Bezugsrecht für den erlangten Anspruch von den Indianern.
Die Massachusetts Legislative bestätigte am 1. April 1788 den Kauf zwischen dem Commonwealth auf der einen Seite mit Oliver Phelps und Nathaniel Gorham auf der anderen Seite für den Kaufpreis von 1 Million US-Dollar, der in drei gleichen jährlichen Ratenzahlungen in bestimmten Massachusetts Wertpapieren (damaliger Wert um die 20 US-Cent) erfolgen sollte und die Übertragung aller Rechte und Ansprüche an dem westlichen Territorium, das im Vertrag von Hartford beschrieben war.

## Beratung bei Buffalo Creek
Phelps und Gorham verschwendeten keine Zeit mit der Ausbeutung ihres Kaufes. Am 8. Juli 1788 traf sich Phelps mit Indianern der fünf zivilisierten Stämmen aus der Irokesen-Konföderation (Mohawk, Oneida, Onondaga, Cayuga und Seneca) bei Buffalo River, um eine Urkunde oder Vertrag über die Rechte an einem Teil ihres Landes auszustellen. Man einigte sich schließlich auf annähernd ein Drittel des im Vertrag von Hartford überlassenen Territoriums an Massachusetts und zwar auf den östlichen Teil, vom Genesee River als westliche Grenze zu einem Punkt in der nördlichen Grenzlinie des Staates Pennsylvania, dem 42. Breitengrad, und von dort zu einem Punkt, der 82 Meilen westlich der nordöstlichen Ecke von Pennsylvania am Delaware River, der Preemption Line, liegt. Außerdem schließt das Abkommen einen kleinen Landstrich westlich des Genesee Rivers ein, der vom Lake Ontario ungefähr 24 Meilen (39 km) nach Süden verläuft und sich von der westlichsten Biegung des Genesee Rivers 12 Meilen (19 km) nach Westen erstreckt, parallel dem Lauf des Genesee Rivers folgend. Dieser 184.300 Acres (746 km²) Streifen westlich des Genesee Rivers war als "The Mill Yard Tract" bekannt, so benannt, weil Phelps und Gorham die Indianer um das Land westlich des Genesse bei den Wasserfällen baten, da sie dort ein Sägewerk und eine Schrotmühle bauen wollten. Für die Löschung des Anspruchs bezahlten Phelps und Gorham den Indianern 5.000 US-Dollar plus eine jährliche Rente von 500 US-Dollar. Das Gebiet, wo der Anspruch gelöscht wurde, umfasst etwa 2.250.000 Acres (9.100 km²), einschließlich des Mill Yard Tract.

## Zahlungsverzug

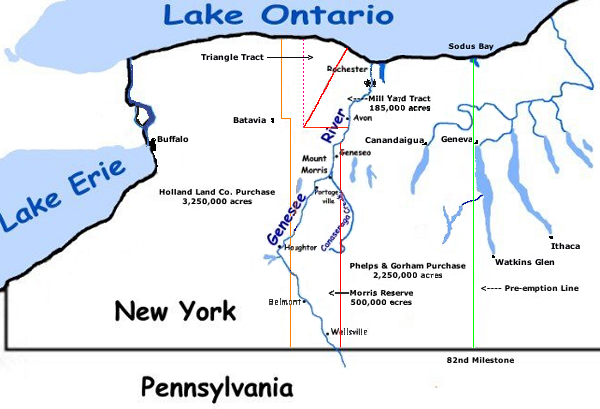
Phelps and Gorham Purchase

Aufgrund des Phelps und Gorham Zahlungsverzugs der Teilzahlung von 1790, gingen die Bezugsrechte auf das Land vom Phelps and Gorham Purchase westlich vom Genesee River, die etwa 3.750.000 Acres (15.200 km², 5.860 Quadratmeilen) umfassten, am 10. März 1791 an Massachusetts zurück. Am 12. März 1791 stimmte Massachusetts dem Verkauf der Bezugsrechte auf das Land westlich vom Genesee an Robert Morris für 333.333,33 US-Dollar zu. Das Land wurde am 11. Mai 1791 an Morris in fünf Urkunden übertragen. Zu dieser Zeit war Morris der reichste Mann in Amerika sowie ein Unterzeichner der US-Verfassung und der Finanzier der Amerikanischen Revolution.
Morris verkaufte dann das meiste dieses Landes im Dezember 1792 sowie im Februar und Juli 1793 an die Holland Land Company (bekannt als „The Holland Purchase“). Allerdings behielt er für sich selbst 500.000 Acres (2.000 km², 780 Quadratmeilen) in einem 12 Meilen breiten Streifen entlang der Ostseite des Landes, was von Massachusetts akquiriert wurde, von der Pennsylvania Grenze zu Lake Ontario, bekannt als "The Morris Reserve". Das Nordende von der Morris Reserve, ein 87.000 Acres (350 km², 136 Quadratmeilen) dreieckiggeformtes Gebiet ("The Triangle Tract"), wurde von Morris an Herman Leroy, William Bayard und John McEvers verkauft, während ein 100.000 Acres (400 km², 160 Quadratmeilen) großer Gebietsteil westlich des Triangle Tract an den Staat Connecticut ging. Im September 1797 löschte Morris den restlichen Indianeranspruch für das ganze Land westlich vom Genesee durch den "Vertrag von Big Tree" (Geneseo).
Das Phelps und Gorham Land östlich von Genesee River, das nicht schon verkauft gewesen war, wurde durch Robert Morris im August 1790 auch akquiriert, was etwa 1.200.000 Acres (4.9100 km², 1870 Quadratmeilen) waren, die dann an The Pulteney Association weiterverkauft wurden.